# Sikorsky Ilya Muromets
Ilya Muromets (tiếng Nga: Илья Муромец) là một dòng máy bay chở khách thương mại trước Chiến tranh thế giới I và máy bay ném bom hạng nặng trong Chiến tranh thế giới I 4 động cơ cỡ lớn của Đế quốc Nga. Loại máy bay này được đặt tên theo anh hùng Ilya Muromets trong truyện dân gian Slav. Thiết kế của loại máy bay này được coi như là một thiết kế tiên phong vào năm 1913. Vào Thế chiến thứ Nhất, những chiếc Ilya Muromets là máy bay ném bom tiên phong dùng 4 động cơ, và khoảng 60 chiếc đã được xây dựng. Việc Nga dùng máy bay này đã khiến cho Đức, Áo-Hung lúng túng vì họ không có máy bay đánh chặn lại 60 chiếc Ilya Muromets này, cho đến mãi về sau cuộc chiến 

## Biến thể
Ilya Muromets No. 107
Ilya Muromets Kievsky No 128
Ilya Muromets S-22 Type A
Ilya Muromets S-23 Type B(eh) Bomber
Seri Ilya Muromets S-23 V(eh)
Seri Ilya Muromets S-24 G-1
Seri Ilya Muromets S-25
Ilya Muromets S-25 G-2 "Russobalt"
Seri Ilya Muromets S-25 G-3 "Renobalt"
Seri Ilya Muromets S-26 D-1 DIM
Seri Ilya Muromets S-27 E (Yeh-2)

## Quốc gia sử dụng
Quân sự
 Russian Empire
Không quân Đế quốc Nga
 Russian SFSR
Không quân Liên Xô
 Ba Lan
Không quân Ba Lan
 Quốc gia Ukraina
Dân sự
Đội hàng không dân dụng Liên Xô

## Tính năng kỹ chiến thuật (Ilya Muromets Type S-23 V)
Đặc điểm tổng quát
- Tổ lái: 4 tới 8 (lên tới 12)
- Chiều dài: 17,5 m (57 ft 5 in)
- Sải cánh:
- Cánh trên: 29,8 m (97 ft 9 in)
- Cánh dưới: 21 m (68 ft 11 in)
- Chiều cao: 4 m (13 ft 1 in)
- Diện tích cánh: 125 m² (1.350 ft²)
- Trọng lượng rỗng: 3.150 kg (6.930 lb)
- Trọng lượng có tải: 4.600 kg (12.000lb)
- Động cơ: 4 × Sunbeam Crusader kiểu động cơ V8, 148 hp (110 kW)[N 1]  mỗi chiếc
- * Nhiên liệu và dầu: 600 kg (1.320 lb)

 Hiệu suất bay 
- Vận tốc cực đại: 110 km/h (68 mph)
- Trần bay: 3.000 m[2] (9.840 ft[2])
- Tải trên cánh: 36,8 kg/m² (7,5 lb/ft²)
- Công suất/trọng lượng: 7,7 kg/hp (16,9 lb/hp)
- Thời gian bay:: 5 h

Trang bị vũ khí

- Súng máy
- Các loại bom 50 kg, 100 kg và 656 kg hoặc rocket 127 mm